# Stângăceaua (gmina)
Stângăceaua – gmina w Rumunii, w okręgu Mehedinți. Obejmuje miejscowości Bârlogeni, Breznicioara, Cerânganul, Fața Motrului, Poșta Veche, Satu Mare, Stângăceau i Târsa. W 2011 roku liczyła 1367 mieszkańców.